# Eritrichium pamiricum
Eritrichium pamiricum är en strävbladig växtart som beskrevs av B. Fedtschenko. Eritrichium pamiricum ingår i släktet Eritrichium och familjen strävbladiga växter. Inga underarter finns listade i Catalogue of Life.